# Gonokocker
Neisseria gonorrhoeae (gonokocker) tillhör släktet Neisseria och är bakterien som orsakar den sexuellt överförbara sjukdomen gonorré. Bakterien uppträder endast hos människan och är en av de vanligast förekommande könssjukdomarna i världen. N.gonorrhoeae är en av två patogener av släktet Neisseria, den andra är Neisseria meningitidis (meningokocker) som orsakar bland annat hjärnhinneinflammation. Båda är humana patogener.

## Mikrobiologi
Neisseria gonorrhoeae är gramnegativa diplokocker och koloniserar slemhinnor på ett antal olika platser i kroppen. Den angriper huvudsakligen slemhinnorna i urinröret hos män samt livmoderhalsen hos kvinnor. Den kan dessutom infektera ändtarmen, svalget och ögats bindhinna.
Förankrat i N.gonorrhoeaes cellmembran finns typ IV pili, hårliknande organeller, som har en fästande funktion, bildar mikrokolonier och biofilm, genomgår naturlig transformation samt har en stor roll i bakteriens försök att undkomma värdens immunförsvar. De är 6 nm i diameter och kan bli flera μm lång. Bakterien använder pili för förflyttning och ytterst på pili sitter proteinet pilC som står för den fästande funktionen. Pili har sedan en sammandragande rörlighet, som styrs av proteinet pilT, för att dra bakteriens målyta närmare. När N.gonorrhoeae genomgår celldelning sker en förändring i dottercellernas piliuttryck på grund av varierande genetiska mekanismer. De förändringar som görs medför att immunförsvaret ser bakterien som en ny främmande patogen.
En annan essentiell ytstruktur är opaproteinerna. De är fas-beroende och deras uppgift är att agera mediator mellan patogenen och värdcellen.
Porinproteinerna hör även de till N.gonorrhoeaes ytstruktur och fungerar som porer. De utgör en viktig del av bakteriens envelope struktur och de är essentiella för dess överlevnad då de transporterar joner mellan bakterien och omgivningen.
Alla de olika ytstrukturella varianter som bakterien antar gör att en person kan smittas flera gånger eftersom immunförsvaret inte känner igen den förändrade ytstrukturen.

### Sjukdom
Infektionen kan ge både män och kvinnor smärta vid urinering. Dessutom kan män få urinrörsutsöndring samt kvinnor mjölkiga flytningar och onormal menstruation. Ungefär 10% av männen som blir infekterade visar inga symtom och blir infektionen obehandlad kan den spridas vidare till blåshalskörteln, sädesblåsan, Cowpers körtlar och epididymit. Når infektionen epididymis kan det leda till sterilitet. Dryga 50% av de kvinnor som infekteras visar inga symtom på grund av att infektionen är för lätt. Obehandlad kan den leda till inflammation i lilla bäckenet (PID), vilket i sin tur leder till ektopisk graviditet och infertilitet.. Det händer att infektionen sprider sig till blodet, det kan då medföra allvarligare sjukdomar. Om en gravid kvinna är smittad med gonorré, finns det en risk att barnet smittas vid födseln. Barnet kan därefter utveckla ögoninfektion eller lunginflammation.
Storstäderna är de vanligaste platserna för smittspridning i Sverige. De personer som är infekterade men som inte visar några symtom är de huvudsakliga smittspridarna. Många svenskar smittas även på utlandsresor till Asien. Inkubationstiden är något eller några dygn upp till någon vecka. Risken för följdsjukdomar minskar om infektionen upptäcks och behandlas i ett så tidigt stadium som möjligt. Gonorré hör till gruppen allmänfarliga sjukdomar och måste därför anmälas till smittskyddsinstitutet vid upptäckt. Därefter är det även obligatoriskt att genomföra en kontaktspårning för att hitta andra möjligt smittade.

#### Behandling och förebyggande åtgärder
Först efter att N.gonorrhoeae har upptäckts kan diagnos ställas. Antibiotika används för behandling och i dagsläget (2011) används först och främst makrolider och kinoloner. De varierande ytstrukturerna gör det svårt att ta fram ett vaccin för bakterien. Därför hjälper framodlade bakteriestammar nu till att avgöra vilka antibiotika som är verksamma mot specifika infektioner. Penicillin utgjorde under en lång tid den mest effektiva behandlingen men sedan 1970-talet har en ökad antibiotikaresistens kunnat skådas hos N.gonorrhoeae. En stor kandidat till ett framtida ledande vaccin ses nu i porinproteinet. Det finns ännu inget vaccin mot gonorré.

## Fotnoter
1. ↑  Ward, H; Ison, C.A; Day, S.E; Martin, I; Ghani, A.C; Garnett, G.P; Bell, G; Kinghorn, G; Weber, J.N, 2000: ”A prospective social and molecular investigation of gonococcal Transmission”, The Lancet, sid. 1812-1817, vol 356, No 9244.
2. 1 2 3 4 5 6 7 8  Lövkvist, L, 2007: "Receptor Interactions Between Pathogenic Bacteria and Host Cells", Uppsala Universitet: sid 16-24.
3. ↑  Dehio, C; Gray-Owen, S.D; Meyer, T.F. 1998: "The role of neisserial Opa proteins in interactions with host cells", Trends in Microbiology, sid. 489-495, vol 6, No 12.
4. 1 2 3  . Hobbs, M.M; Alcorn, T.M; Davis, R.H; Fischer, W; Thomas, J.C; Martin, I; Ison, C; Sparling, P.F; Cohen, M.S. 1999: ”Molecular Typing of Neisseria gonorrhoeae Causing Repeated Infections: Evolution of Porin during Passage within a Community”, Oxford Journals; Journal of infectious diseases, sid. 371-381, vol 179, No 2.
5. 1 2  Nationalencyklopedin ”Gonokock” hämtad 2011-05-30.
6. 1 2  Smittskyddsinstitutet ”Sjukdomsinformation om gonorré” Arkiverad 24 augusti 2011 hämtat från the Wayback Machine. hämtad 2011-05-30.
7. ↑  Nationalencyklopedin ”Gonorré” hämtad 2011-05-30.